# ARL6IP1
ARL6IP1 (англ. ADP ribosylation factor like GTPase 6 interacting protein 1) – білок, який кодується однойменним геном, розташованим у людей на короткому плечі 16-ї хромосоми. Довжина поліпептидного ланцюга білка становить 203 амінокислот, а молекулярна маса — 23 363.
| 10         |  | 20         |  | 30         |  | 40         |  | 50         |
| ---------- |  | ---------- |  | ---------- |  | ---------- |  | ---------- |
| MAEGDNRSTN |  | LLAAETASLE |  | EQLQGWGEVM |  | LMADKVLRWE |  | RAWFPPAIMG |
| VVSLVFLIIY |  | YLDPSVLSGV |  | SCFVMFLCLA |  | DYLVPILAPR |  | IFGSNKWTTE |
| QQQRFHEICS |  | NLVKTRRRAV |  | GWWKRLFTLK |  | EEKPKMYFMT |  | MIVSLAAVAW |
| VGQQVHNLLL |  | TYLIVTSLLL |  | LPGLNQHGII |  | LKYIGMAKRE |  | INKLLKQKEK |
| KNE        |  |            |  |            |  |            |  |            |

A: Аланін

C: Цистеїн

D: Аспарагінова кислота

E: Глутамінова кислота

F: Фенілаланін

G: Гліцин

H: Гістидин

I: Ізолейцин

K: Лізин

L: Лейцин

M: Метіонін

N: Аспарагін

P: Пролін

Q: Глутамін

R: Аргінін

S: Серин

T: Треонін

V: Валін

W: Триптофан

Задіяний у таких біологічних процесах, як апоптоз, альтернативний сплайсинг. 
Локалізований у мембрані, ендоплазматичному ретикулумі.